# MiG-17 Denkmal (Bachmut)

Denkmal vor 2014

Das MiG-17-Denkmal in Bachmut war ein Fliegerdenkmal und diente zudem den ukrainischen Verteidigern Bachmuts vor seiner Sprengung als zentrales Symbol des ukrainischen Widerstands in Bachmut. Es wurde im Zuge der Schlacht um Bachmut zunächst durch Artilleriefeuer zerstört und schließlich am 9. oder 10. März 2023 gesprengt. Vor der Einnahme des Platzes wurden dort unter anderem ukrainische Flaggen gehisst, nach der Einnahme kursierten im Netz Bilder von jubelnden russischen Soldaten vor dem Denkmal.

## Geschichte
Die Flugschule in Bachmut nutzte das Gelände des heutigen Platzes „Freundschaft“ zwischen 1938 und 1941 zur Ausbildung. Dort wurde das Monument später errichtet und erinnerte an die örtliche Flugschule der Roten Armee und deren Kadetten, die auch an den Kampfhandlungen des Zweiten Weltkrieges teilgenommen hatten. In den 2010er Jahren wurde der Platz „Freundschaft“ modernisiert und neu aufgebaut. Bereits vor dem Krieg war es ein Wahrzeichen der Stadt Bachmut.

## Lage
Das Denkmal befand sich am Platz „Freundschaft“ in einem kleinen Park. Dort treffen sich zwei Straßen, die Tschaikowski-Straße und die Nekrasow-Straße (russisch)/umbenannt in Korsunski-Straße. Ostwärts führen diese beiden Straßen in die Stadtmitte von Bachmut, westwärts führt die Straße als Yubileinaja-Straße in Richtung Ivanivske und weiter nach Kostjantyniwka. Dies war die letzte Straße in ukrainischen Händen, die zur Versorgung der ukrainischen Truppen in Bachmut diente.

## Kriegsverlauf
Am 10. und 11. März 2023 meldeten einige Medien die Sprengung des Denkmals durch vorrückende Wagner-Truppen. Da diese den Platz und das Denkmal nicht halten konnten, erlangte es am 20. Mai 2023 erneut Aufmerksamkeit, als eine der Stellvertreter des ukrainischen Verteidigungsministers, Hanna Maljar, im Informationskampf um die völlige Einnahme Bachmuts durch russische Einheiten behauptete, das Denkmal bzw. Stellungen in seiner Nähe befänden sich noch in ukrainischen Händen.